# Falsilunatia powelli
Falsilunatia powelli es una especie de molusco gasterópodo de la familia Naticidae, nombrado en honor de Arthur William Baden Powell.

## Distribución geográfica
Se encuentra  en Nueva Zelanda.